# 孙达尔加尔
孙达尔加尔（Sundargarh），是印度奥里萨邦松達加爾縣的一个城镇。总人口38402（2001年）。

## 人口
该地2001年总人口38402人，其中男性19678人，女性18724人；0—6岁人口4252人，其中男2193人，女2059人；识字率74.73%，其中男性为79.86%，女性为69.34%。